# Courtney Thompson
Courtney Thompson est une joueuse de volley-ball américaine née le 4 novembre 1984 à Bellevue (Washington). Elle mesure 1,70 m et joue au poste de passeuse. Elle totalise 119 sélections en équipe des États-Unis.

## Biographie
Avec l'équipe des États-Unis de volley-ball féminin, elle est médaillée d'argent olympique en 2012 à Londres.

## Clubs
| Club                       | De        | À         |
| -------------------------- | --------- | --------- |
| University of Washington   | 2003-2004 | 2005-2006 |
| États-Unis                 | 2007-2007 | 2007-2007 |
| Gigantes de Carolina       | 2008-2008 | 2008-2008 |
| Volley Köniz               | 2008-2009 | 2008-2009 |
| Lancheras de Cataño        | 2010-2010 | 2010-2010 |
| SVS Post Schwechat         | 2010-2011 | 2010-2011 |
| Lancheras de Cataño        | 2012-2012 | 2012-2012 |
| Budowlani Łódź             | 2012-2013 | 2012-2013 |
| VBC Voléro Zurich          | 2013-2014 | 2014-2015 |
| Rio de Janeiro Volêi Clube | 2015-2016 | …         |

## Palmarès

### Équipe nationale
- Jeux olympiques
  -  2012 à Londres.
  -  2016 à Rio de Janeiro.
- Championnat du monde
  - Vainqueur : 2014.
- Grand Prix mondial
  - Vainqueur : 2012, 2015.
  - Finaliste : 2016.

### Clubs
- Championnat de Suisse
  - Vainqueur : 2009, 2014, 2015.
- Supercoupe de Suisse
  - Vainqueur : 2009.
- Championnat d'Autriche
  - Vainqueur : 2011.
- Coupe de Suisse
  - Vainqueur: 2014, 2015.
- Supercoupe du Brésil
  - Vainqueur : 2015.
- Coupe du Brésil
  - Vainqueur : 2016.
- Championnat sud-américain des clubs
  - Vainqueur : 2016.
- Championnat du Brésil
  - Vainqueur : 2016.